# منطقه ۶۸ (قطر)
منطقه ۶۸ یک منطقهٔ مسکونی در قطر است که در دوحه (شهرداری) واقع شده‌است. منطقه ۶۸ ۹٫۷ کیلومتر مربع مساحت و ۵٬۵۲۱ نفر جمعیت دارد.